# Tomasz Valtonen
Tomasz Juhani „Tomek” Valtonen (ur. 1 sierpnia 1980 w Piotrkowie Trybunalskim) – fiński hokeista pochodzenia polskiego, reprezentant kraju, trener.
Urodził się w Piotrkowie Trybunalskim jako syn Polki i Fina. W wieku dziecięcym zamieszkał w Finlandii, gdzie wychowywał się w mieście Kitee.

## Kariera zawodnicza
- Ilves U16 (1995)
- Ilves U18 (1995-1998)
- Ilves (1997-1998)
  -  Jokipojat U20 (1998)
  -  Jokipojat (1998)
- Plymouth Whalers (1998-1999)
- Jokerit U20 (1999-2000)
- Jokerit (1999-2007)
  -  Kiekko-Vantaa (2001)
- Södertälje (2007-2008)
- Jokerit (2008-2009)
- Jääsudet (2015-2016)

Wychowanek klubu Kiteen Urheilijat. Następnie karierę rozwijał w klubie Ilves i w jego barwach rozegrał swój pierwszy sezon w seniorskich rozgrywkach SM-liiga. W drafcie NHL z 1998 został wybrany przez amerykański klub Detroit Red Wings, a ponadto w drafcie do kanadyjskich rozgrywek juniorskich CHL z 1994 został wybrany przez klub Plymouth Whalers z numerem 14, po czym w sezonie 1998/1999 występował w jego barwach w kanadyjskiej juniorskiej lidze OHL w ramach CHL. W lidze NHL nie zagrał i w 1999 powrócił do Finlandii. Wówczas został zawodnikiem stołecznego klubu Jokerit i występował w nim łącznie przez dziewięć sezonów. Ponadto przez rok grał w szwedzkiej lidze Elitserien.
W barwach juniorskich reprezentacji Finlandii uczestniczył w turniejach mistrzostw Europy juniorów do lat 18 edycji 1997 oraz mistrzostw świata juniorów do lat 20 edycji 1998, 1999, 2000 (zdobył złote medale w obu kategoriach wiekowych). W późniejszych latach występował w kadrze seniorskiej kraju, w tym na turniejach Euro Hockey Tour.
W czasie gry był znany z udziału w bójkach podczas gry oraz inkasowania dużej liczby minut kar. 29 września 2009 ogłoszono, że Valtonen zakończył karierę zawodniczą z powodu kontuzji barku.

## Kariera trenerska
- Jokerit do lat 20 (2009-2010), asystent trenera
- Jokerit do lat 20 (2010-2012), główny trener
- Jokerit (2012-2013), asystent trenera
- Reprezentacja Finlandii do lat 20 (2012-2013), asystent trenera
- Jokerit (2013-2014), główny trener
- Vaasan Sport (2014-2018), główny trener
- Podhale Nowy Targ (2018-2019), główny trener
- Reprezentacja Polski (2018-2020), główny trener
- Ravensburg Towenstars (2019), główny trener
- Mora IK (2019-2020), główny trener
- HK Dukla Ingema Michalovce (2020-2022), główny trener

Po zakończeniu kariery zawodniczej został trenerem i rozpoczął pracą w klubie Jokerit. Początkowo pracował z zespołem juniorskim do lat 20, następnie był asystentem szkoleniowca drużyny seniorskiej. W 2013 roku zastąpił Tomiego Lämsälla na stanowisku pierwszego trenera Jokeritu. Równolegle w latach 2012–2013 był asystentem trenera Harriego Rindella w reprezentacji Finlandii U-20 podczas mistrzostw świata juniorów 2013. Następnie został trenerem klubu ligi Mestis - Vaasan Sport. Po zakończeniu sezonu 2017/2018 jego kontrakt został rozwiązany za porozumieniem stron.
13 czerwca 2018 został przedstawiony jako selekcjoner reprezentacji Polski seniorów, podpisując kontrakt na dwa lata. Równocześnie został głównym trenerem drużyny klubowej Podhala Nowy Targ (jego asystentem w klubie został Fin Marko Rönkkö). Na początku września 2018 ogłoszono pełny skład sztabu szkoleniowego kadry Polski (do pracy u boku Valtonena zostali zaangażowani polscy trenerzy ligowi Marek Ziętara i Jacek Szopiński oraz Finowie Risto Dufva i Tommi Satosaari. Prowadził kadrę Polski w turnieju mistrzostw świata edycji 2019 (Dywizja IB). Na początku maja 2019 został ogłoszony nowym głównym trenerem niemieckiej drużyny Ravensburg Towenstars (jego asystentami zostali Kasper Vuorinen i Marc Vorderbrüggen). W pierwszej połowie listopada 2019 został zwolniony z tego klubu. W drugiej połowie tego miesiąca został głównym trenerem szwedzkiego klubu Mora IK w rozgrywkach Hockeyallsvenskan. Po sezonie 2019/2020 odszedł z tego klubu, a w czerwcu 2020 odszedł ze stanowiska selekcjonera kadry Polski.
18 listopada 2020 został ogłoszony nowym trenerem słowackiej drużyny HK Dukla Ingema Michalovce. W sezonie 2020/2021 z drużyną Dukli zdobył historycznie pierwszy medal (brązowy) mistrzostw Słowacji. Odszedł z posady w kwietniu 2022.

## Osiągnięcia
Reprezentacyjne zawodnicze
- Złoty medal mistrzostw świata juniorów do lat 18: 1997
- Złoty medal mistrzostw świata juniorów do lat 20: 1998

Klubowe zawodnicze
- Srebrny medal mistrzostw Finlandii: 1998 z Ilves, 2000, 2005, 2007 z Jokeritem
- Bumbacco Trophy: 1999 z Plymouth Whalers
- Hamilton Spectator Trophy: 1999 z Plymouth Whalers
- Złoty medal Jr. A SM-liiga: 2000 z Jokeritem U20
- Złoty medal mistrzostw Finlandii: 2002 z Jokeritem

Reprezentacyjne trenerskie
- Awans w turnieju Grupy H kwalifikacji do Igrzysk Olimpijskich 2022 w Pekinie: 2020 z Polską

Klubowe trenerskie
- Brązowy medal mistrzostw Słowacji: 2021 z HK Duklą Ingema Michalovce

Wyróżnienie
- Numer 11, z którym Tomek Valtonen występował na koszulce w drużynie Jokeritu, dla uhonorowania jego osoby został zastrzeżony dla zawodników tego klubu.